# Microrregión de Óbidos
La microrregión de Óbidos es una de las microrregiones del estado brasileño del Pará perteneciente a la mesorregión Bajo Amazonas. Su población fue estimada en 2006 por el IBGE en 173.083 habitantes y está dividida en cinco municipios. Posee un área total de 157.595,311 km².

## Municipios
- Faro
- Juruti
- Óbidos
- Oriximiná
- Tierra Santa

- Datos: Q2075223